# Rules (album)
 (janvier 2024).
Si vous disposez d'ouvrages ou d'articles de référence ou si vous connaissez des sites web de qualité traitant du thème abordé ici, merci de compléter l'article en donnant les références utiles à sa vérifiabilité et en les liant à la section « Notes et références ».
Albums de The Whitest Boy Alive
Dreams
(2006)
Rules est le second album du groupe d'indie pop allemand The Whitest Boy Alive sorti en 2009 sur le label Bubbles. La majeure partie de l'album a été enregistré à Punta Burros dans l'État mexicain de Nayarit. La piste 1517 apparait dans la bande originale du jeu vidéo FIFA 10 (automne 2009).

## Liste des pistes
| Rules | Rules                   | Rules | Rules | Rules | Rules | Rules | Rules | Rules | Rules |
| No    | Titre                   | Durée |       |       |       |       |       |       |       |
| ----- | ----------------------- | ----- | ----- | ----- | ----- | ----- | ----- | ----- | ----- |
| 1.    | Keep a secret           | 4:08  |       |       |       |       |       |       |       |
| 2.    | Intentions              | 3:39  |       |       |       |       |       |       |       |
| 3.    | Courage                 | 4:23  |       |       |       |       |       |       |       |
| 4.    | Timebomb                | 3:44  |       |       |       |       |       |       |       |
| 5.    | Rollercoaster ride      | 2:40  |       |       |       |       |       |       |       |
| 6.    | High on the heels       | 3:20  |       |       |       |       |       |       |       |
| 7.    | 1517                    | 3:41  |       |       |       |       |       |       |       |
| 8.    | Gravity                 | 3:49  |       |       |       |       |       |       |       |
| 9.    | Promise less or Do more | 4:18  |       |       |       |       |       |       |       |
| 10.   | Dead end                | 3:23  |       |       |       |       |       |       |       |
| 11.   | Island                  | 7:04  |       |       |       |       |       |       |       |
| 41:34 |                         |       |       |       |       |       |       |       |       |